# Félix O. Cordero
Félix Octavio Cordero (Buenos Aires, 20 de febrero de 1851-Santiago del Estero, 15 de noviembre de 1924) fue un militar argentino, perteneciente al Ejército, que se desempeñó como gobernador interino del Territorio Nacional de Río Negro entre 1905 y 1906. Entre 1902 y 1905, fue diputado nacional por la provincia de Santiago del Estero.

## Biografía
Nació en Buenos Aires en 1951. Se unió al Ejército Argentino en 1865 como voluntario en la guerra de la Triple Alianza. Fue ascendido a capitán mayor en 1874 y en 1878 participó en la expedición de la denominada Campaña del Desierto. En 1880 alcanzó el rango de teniente coronel y acompañó a Manuel José Olascoaga en una misión a la provincia de Santiago del Estero. A lo largo de su carrera militar, también formó parte de la Guardia Nacional y encabezó la guarnición de Reconquista (provincia de Santa Fe).
En 1882 se retiró del Ejército por salud, pero regresó en 1886, sirviendo en la reserva del Estado Mayor. En la provincia de Santiago del Estero, fue ministro de Gobierno en la gestión de Gelasio Lagar (1893-1895). Entre 1902 y 1905, fue diputado nacional por la misma provincia.
Entre diciembre de 1905 y septiembre de 1906, se desempeñó como gobernador interino del Territorio Nacional de Río Negro, designado por el presidente Manuel Quintana. En su gestión, en 1906 creó la biblioteca pública del territorio, homenajeando con su nombre a Bartolomé Mitre, fallecido ese año. También se destacó un viaje a San Carlos de Bariloche y Puerto Montt (Chile), con el fin de hacer un arreglo extrajudicial en esa última ciudad con la Compañía Comercial y Ganadera Chile-Argentina, que había sido condenada por contrabando y explotación de bosques sin autorización en la región andina del territorio. Dicha travesía se realizó por el río Limay hasta el lago Nahuel Huapi, acompañado por dos sobrinos suyos que ejercían también como funcionarios.
Falleció en la ciudad de Santiago del Estero en 1924.